# پل بروکو

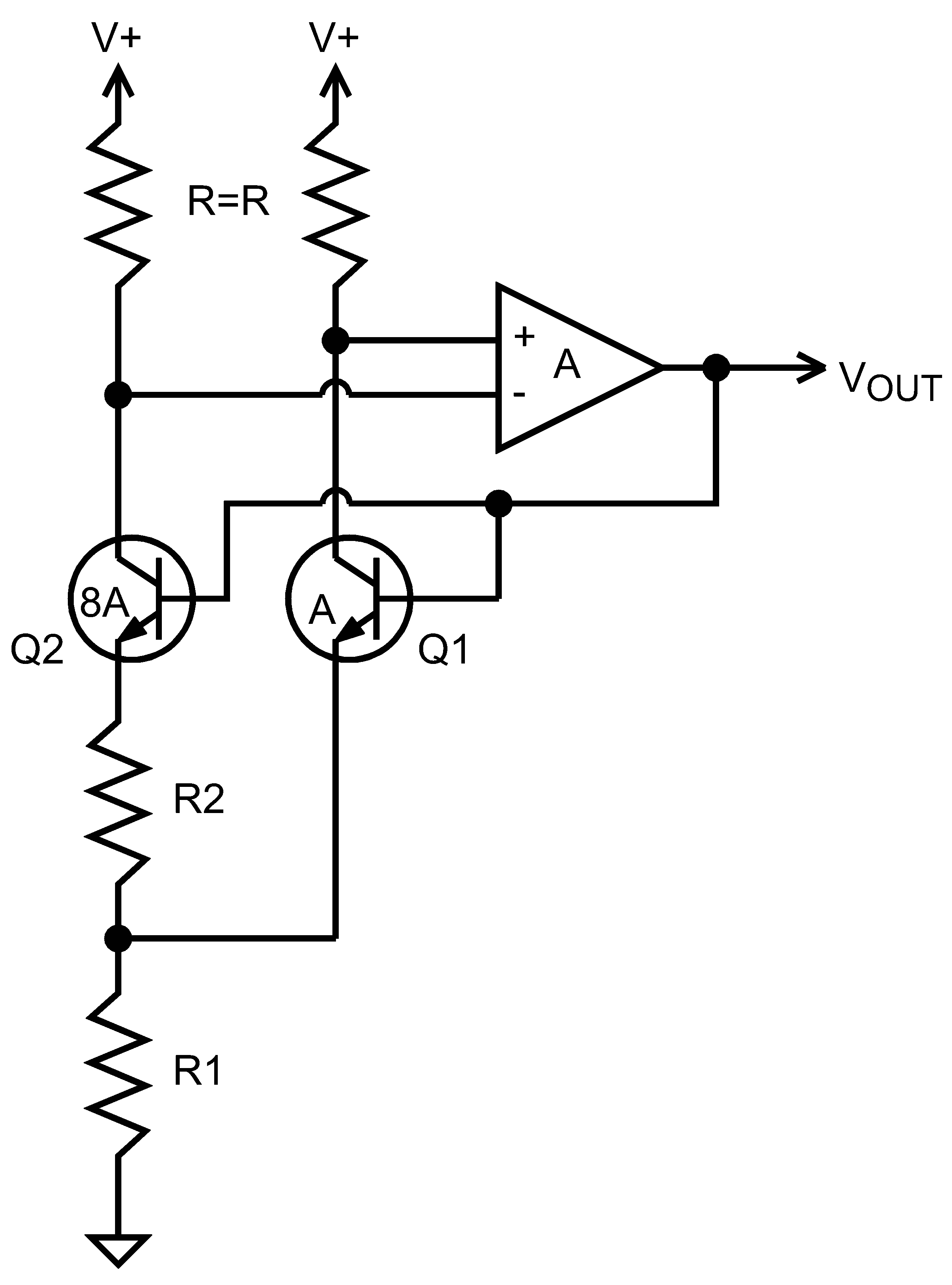
این یک نمایش شماتیک از مرجع ولتاژ شکاف باند سلول بروکو است

پل بروکو (به انگلیسی: Paul Brokaw) یک متخصص در زمینه طراحی مدار مجتمع است که بیشتر دوران کار خود را در آنالوگ دیوایسز گذرانده‌است، که عضو آنالوگ را هم دارد. او مخترع بسیاری از مدارهای آی‌سی آنالوگ، از جمله مرجع شکاف‌باند بروکو و بیش از ۱۰۰ اختراع ثبت شده را در اختیار دارد. او همچنین یک عضو مؤسسه مهندسان برق و الکترونیک (IEEE) است.

## انتشارات
- Brokaw, Paul. An IC Amplifier User’s Guide to Decoupling, Grounding, and Making Things Go Right for a Change (PDF) (Report). Application Note (Revision B ed.). Analog Devices. AN-202.